# 길동
길동(吉洞)은 대한민국 서울특별시 강동구에 위치한 행정동 및 법정동이다.

## 개요
1914년 기리울, 아랫말, 골말, 방아다리 등 자연마을을 광주군 구천면 길리로 병합하였다. 길동이라는 이름에 대해서는 이 지역이 산사태 등이 없는 길한 동네라서 길동이란 이름이 붙었다는 설과, 마을의 모양이 길다 하여 붙은 고유어 기리울이라는 자연마을 이름에서 유래했다는 설이 있다. 현재도 이 지역에는 ‘기리울길’이라는 도로명이 남아있다.
1963년 1월 1일, 서울특별시의 행정구역 확장에 따라 서울특별시 성동구에 편입되면서 길동으로 바뀌었고 1975년 10월 1일에는 강남구 관할이 되었고, 1979년 10월 1일부로 강동구 관할이 되었다.
그리고 2008년 7월 7일자로 길1동과 길2동을 통·폐합하여 통합 단일 행정동인 길동이 성립되었다.

## 주요 시설
- 길동 자연 생태공원

## 교통
- ● 수도권 전철 5호선
  - 길동역

## 같이 보기
- 대한민국의 행정 구역